# 에벌린 애슈퍼드

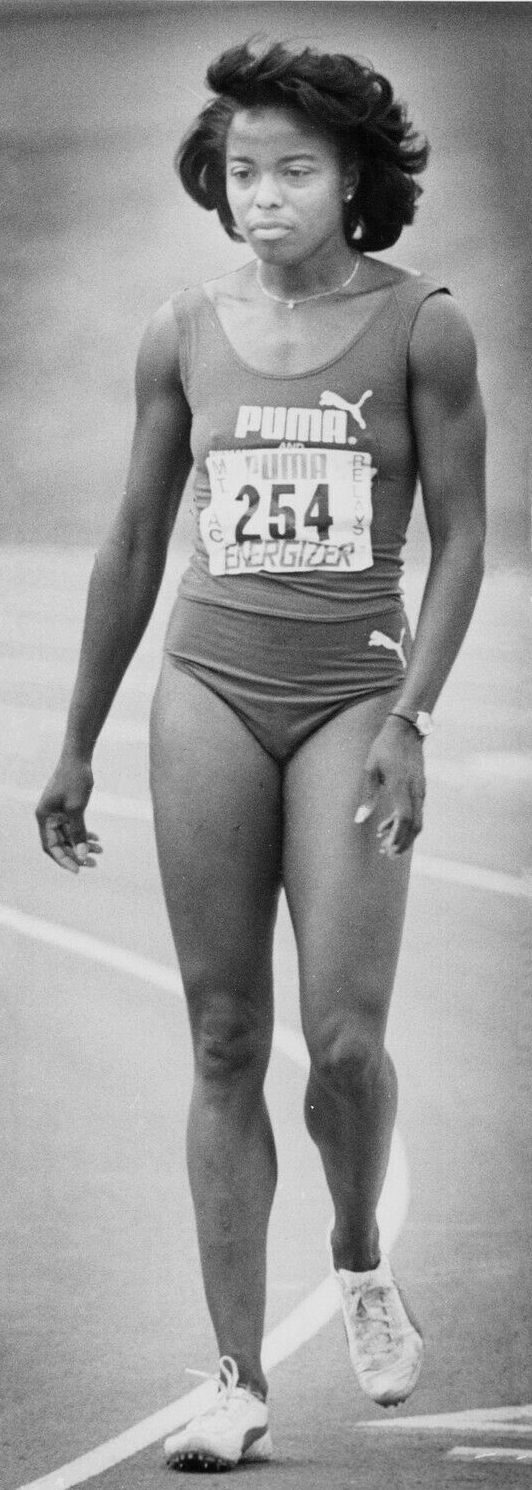

에벌린 애슈퍼드(Evelyn Ashford, 1957년 4월 15일 ~ )는 은퇴한 미국의 단거리달리기 선수로 하계 올림픽 4관왕이다. 그녀는 30번 이상이나 11초 장벽 아래 달리고 올림픽에서 11초 아래 달린 첫 선수였다.
루이지애나주 쉬리브포트에서 태어나 로즈빌 고등학교와 캘리포니아 대학교 로스앤젤레스에서 수학한 애슈퍼드는 19세의 나이로 1976년 몬트리올 올림픽에서 100m 5위를 하였다. 1979년 100m와 200m에서 세계 기록 보유자들을 꺾은 후, 모스크바 올림픽을 위한 가능한 메달리스트였으나 미국의 불참으로 기회를 놓쳤다.
1983년 7월 3일 콜로라도주 콜로라도스프링스에서 열린 국립 스포츠 축제에서 100m를 10.79초로 달려 첫 세계 기록을 세워 그해 헬싱키에서 열리는 세계 육상 선수권 대회의 우승 후보였다. 하지만 결승전에서 햄스트링을 당겨 넘어졌다.
1984년 로스앤젤레스 올림픽에서 금메달을 따는 데 기회를 가진 애슈퍼드는 200m 예선에서 소수의 부상과 함께 떨어져 나갔다. 그녀는 100m에 나가 올림픽 신기록 10.97초로 우승하였다. 400m 릴레이에서 최종 주자로 달려 두번째 금메달을 획득하였다. 세계 챔피언이자 세계 기록을 보유한 동독의 불참으로 미국 팀은 역사상 가장 빠른 시간들 중의 하나를 기록하여 올림픽에서 1.12초의 가장 큰 차이로 우승하였다.
1988년 서울 올림픽에서는 개막식에서 미국 선수단의 기수였다. 그녀는 100m에서 올림픽 선발 시합에서 그녀의 세계 기록을 깬 플로렌스 그리피스 조이너에게 패하였다. 400m 릴레이에서 최종 주자로 달린 애슈퍼드는 싱거운 배턴의 전달에 불구하고 금메달 획득에 성공하였다.
35세의 나이로 바르셀로나에서 열린 자신의 마지막 올림픽에서 100m 준결승전에서 1초의 100분의 1에 의하여 탈락되었지만, 이제 자신이 선두로 달린 400m 릴레이에서 3연승을 하였다.
1997년 국립 육상 명예의 전당에 헌액되었다.